# چهار بزرگ (بانک)
چهار بزرگ (بانک)، (به انگلیسی: Big Four (banking)) اصطلاحی است، که برای چهار بانک بزرگ کشورها، استفاده می‌شود. در صنعت بانکداری در سطح بین‌المللی نیز تعریفی از چهار بانک بزرگ وجود دارد، که ترکیب فعلی آن در حال حاضر، به صورت زیر است:
- بانک مرکزی اروپا
- بانک انگلستان
- فدرال رزرو
- بانک ژاپن

چهار بانک بزرگ منطقه استرالیا نیوزلند بفرم زیر است:
- بانک ملی استرالیا
- کامان‌ویت بانک
- وستپک
- گروه بانکداری استرالیا و نیوزیلند

چهار بانک بزرگ در جمهوری خلق چین:
- بانک چین
- بانک سازندگی چین
- بانک صنعتی و بازرگانی چین
- بانک کشاورزی چین

چهار بانک بزرگ در سوئد:
- نوردیا
- اس‌ئی‌بی
- هندلزبانکن
- سوئدبانک

چهار بانک بزرگ در بریتانیا:
- بارکلیز
- اچ‌اس‌بی‌سی
- لویدز بانکینگ گروپ
- رویال بانک اسکاتلند[۱][۲]

چهار بانک بزرگ در ایالات متحده آمریکا:
- جی‌پی مورگان چیس
- بنک آو امریکا
- سیتی‌گروپ
- ولز فارگو